# Eugenio Beltrami
Eugenio Beltrami (16 de noviembre de 1835 - 18 de febrero de 1900) fue un matemático italiano notable por su trabajo sobre geometría diferencial y física matemática, especialmente destacado por la claridad de exposición de sus escritos. Fue el primero en probar la consistencia de la geometría no euclidiana modelándola en una superficie de curvatura constante, la pseudoesfera y en el interior de una esfera unitaria tridimensional, el llamado modelo de Beltrami-Klein. También desarrolló la descomposición de valores singulares para matrices, que posteriormente se redescubrió varias veces. El uso de Beltrami del cálculo diferencial para los problemas de la física matemática influyó indirectamente en el desarrollo del cálculo tensorial por parte de Gregorio Ricci-Curbastro y de Tullio Levi-Civita.

## Vida
Beltrami nació en Cremona (Lombardía) en 1835, por entonces parte del Imperio Austríaco, y actualmente parte de Italia. Comenzó a estudiar matemáticas en la Universidad de Pavía en 1853, pero fue expulsado del Ghislieri College en 1856 debido a sus opiniones políticas: simpatizó con el Risorgimento. Durante este tiempo, fue alumno de Francesco Brioschi. Tuvo que suspender sus estudios debido a dificultades financieras y pasó los siguientes años como secretario trabajando para la compañía ferroviaria Lombardía-Venecia. Fue nombrado profesor de la Universidad de Bolonia en 1862, año en que publicó su primer trabajo de investigación. A lo largo de su vida, Beltrami tuvo varios trabajos como profesor en las universidades de Pisa, Roma y Pavía. Desde 1891 hasta el final de su vida vivió en Roma. Se convirtió en el presidente de la Accademia del Linceo en 1898 y en senador del Reino de Italia en 1899.

### Contribuciones a la geometría no euclidiana

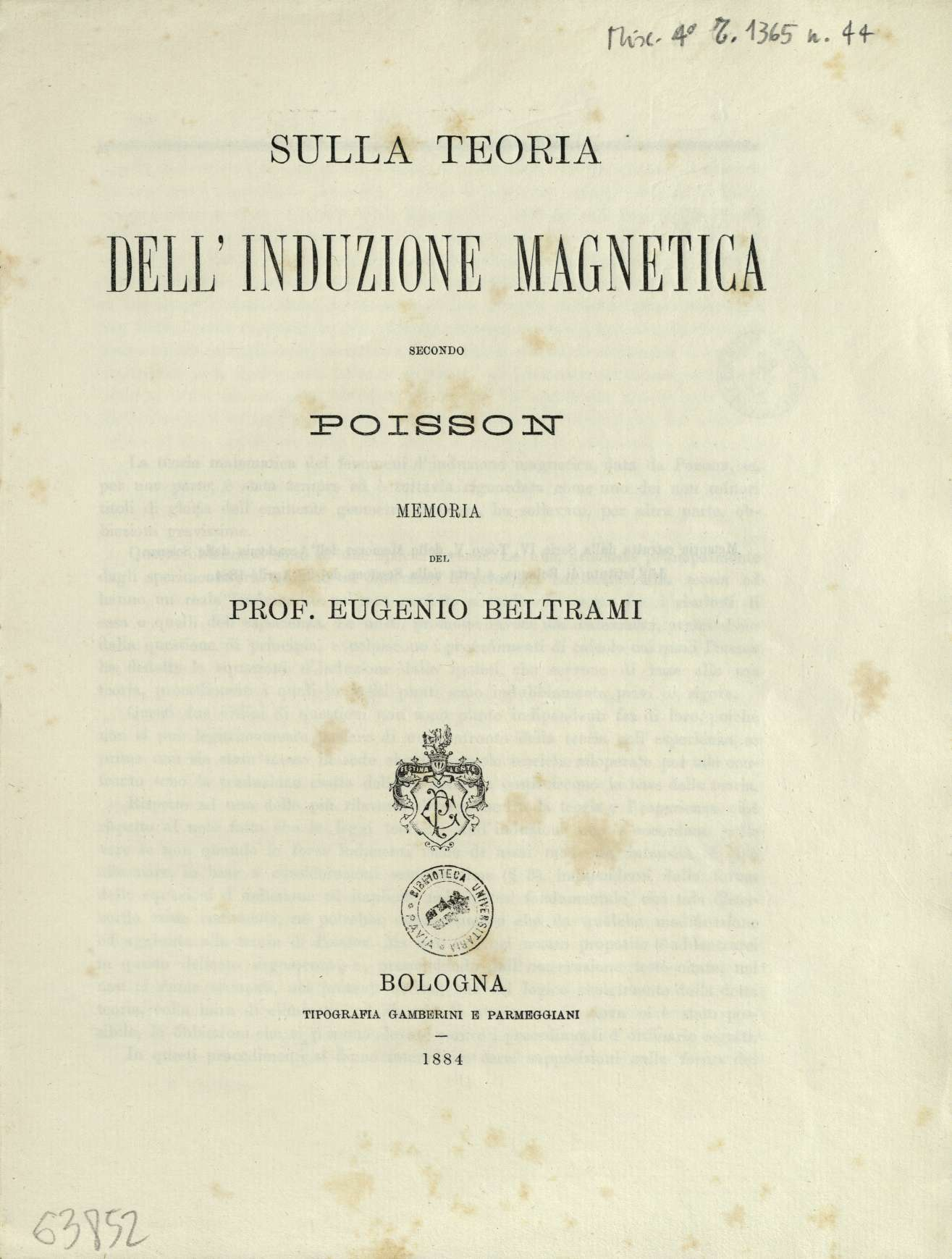
Sulla teoria dell'induzione magnetica secondo Poisson, 1884

En 1868, Beltrami publicó dos memorias (escritas en italiano, traducciones francesas de Jules Hoüel aparecidas en 1869) que trataban sobre la consistencia y las interpretaciones de la geometría no euclidiana de Bolyai y de Lobachevski. En su "Ensayo sobre una interpretación de la geometría no euclidiana", Beltrami propuso que esta geometría podría realizarse en una superficie de curvatura negativa constante, una pseudoesfera, Para el concepto de Beltrami, las líneas de la geometría están representadas por geodésicas en la pseudoesfera y los teoremas de la geometría no euclidiana se pueden probar dentro del espacio euclidiano tridimensional ordinario, y no derivarse de manera axiomática, como Lobachevski y Bolyai habían hecho previamente. En 1840, Minding ya consideraba los triángulos geodésicos en la pseudoesfera y señaló que las correspondientes "fórmulas trigonométricas" se obtienen a partir de las fórmulas correspondientes de la trigonometría esférica reemplazando las funciones trigonométricas habituales por funciones hiperbólicas; lo que desarrolló Codazzi en 1857, pero aparentemente ninguno de ellos notó la asociación con el trabajo de Lobachevski. De esta forma, Beltrami intentó demostrar que la geometría bidimensional no euclidiana es tan válida como la geometría euclidiana del espacio, y en particular, que el postulado de las paralelas de Euclides no podría derivarse de los otros axiomas de la geometría euclidiana. A menudo se afirma que esta prueba fue incompleta debido a las singularidades de la pseudoesfera, lo que significa que las geodésicas no pudieran extenderse indefinidamente. Sin embargo, John Stillwell señala que Beltrami debe haber sido muy consciente de esta dificultad, que también se manifiesta por el hecho de que la pseudoesfera es topológicamente un cilindro, y no un plano, y pasó parte de sus memorias diseñando una forma de evitarlo. Mediante una elección adecuada de coordenadas, Beltrami demostró cómo la métrica de la pseudoesfera puede transferirse al disco de radio unidad y que la singularidad de la pseudoesfera corresponde a un horociclo en el plano no euclidiano. Por otro lado, en la introducción de sus memorias, Beltrami afirma que sería imposible justificar "por medio de este método" el resto de la teoría de Lobachevski ", es decir, la geometría no euclidiana del espacio.